# 44.º Batallón Aéreo de Reemplazo
El 44º Batallón Aéreo de Reemplazo (44. Flieger-Ersatz-Abteilung) fue una unidad militar de la Luftwaffe de la Alemania nazi.

## Historia
Fue formado el 1 de octubre de 1936 en Handorf. El 1 de abril de 1937 es reasignado al 34º Batallón Aéreo de Reemplazo.

## Comandantes
- Teniente coronel Jens-Peter Petersen (1 de octubre de 1936 – 1 de abril de 1937)